# Палмер (антарктична станція)
«Палмер» (англ. Palmer, названа на честь Натаніеля Б. Палмера (англ. Nathaniel B. Palmer)) — діюча постійна (цілорічна) науково-дослідна антарктична станція США, що була створена 1968 року.
Це єдина американська станція, що знаходиться північніше від Південного полярного кола, розташована на південно-західному узбережжі острова Анверс (англ. Anvers Island), в архіпелазі Палмера. Керується Антарктичною програмою США.

## Історія
Станція почала працювати 1968 року, її побудували за 2 км від станції «Старий Палмер» (її потім розібрали). Було побудовано біолабораторію загальною площею 10 000 футів².
В січні 2025 року, згідно повідомлення МОН України, український криголам «Ноосфера» вперше забезпечила дослідницьку місію в Південному океані на замовлення Національного наукового фонду США. На борту криголаму, поблизу американської антарктичної станції «Палмер», американські вчені провели морські дослідження, виконуючи свою наукову програму. Дана місія стала історичною як для «Ноосфери», так і для українського флоту загалом. На знак співпраці, на судні та станції одночасно були підняті прапори України та США.

## Споруди станції
Станція складається із двох головних і трьох менших будівель, двох великих паливних баків, вертолітного майданчика і доку.

## Клімат
Станція знаходиться у зоні, котра характеризується кліматом постійного морозу. Найтепліший місяць — січень з середньою температурою 1.7 °C (35 °F). Найхолодніший місяць — липень, із середньою температурою -8.3 °С (17 °F).
| Клімат станції          | Клімат станції | Клімат станції | Клімат станції | Клімат станції | Клімат станції | Клімат станції | Клімат станції | Клімат станції | Клімат станції | Клімат станції | Клімат станції | Клімат станції | Клімат станції |
| Показник                | Січ.           | Лют.           | Бер.           | Квіт.          | Трав.          | Черв.          | Лип.           | Серп.          | Вер.           | Жовт.          | Лист.          | Груд.          | Рік            |
| Середня температура, °C | 2              | 1              | 0              | −1             | −3             | −6             | −8             | −8             | −6             | −3             | 0              | 1              | −2             |
| ----------------------- | -------------- | -------------- | -------------- | -------------- | -------------- | -------------- | -------------- | -------------- | -------------- | -------------- | -------------- | -------------- | -------------- |
| Джерело: Weatherbase    |                |                |                |                |                |                |                |                |                |                |                |                |                |